# Sphyrocallus brunneus
Sphyrocallus brunneus är en skalbaggsart som beskrevs av Sharp 1877. Sphyrocallus brunneus ingår i släktet Sphyrocallus och familjen Melolonthidae. Inga underarter finns listade i Catalogue of Life.